# Studio X
Studio X — звукозаписывающая студия в Сиэтле, основанная в 1976 году. В разное время существовала под названиями Kaye Smith Studios, Lawson Productions и Bad Animals. Наиболее известна тем, что в ней были записаны несколько знаковых гранжевых альбомов, включая Superunknown Саундгарден и In Utero Нирваны.
Студия открыта в 1976 год актёром Дэнни Кеем и его партнёром Лестером Смитом, который владел и управлял несколькими радиостанциями. В том году они стали совладельцами только что созданного бейсбольного клуба Сиэтл Маринерс, и решили открыть местный офис и студию для проведения пресс-конференций. Студия получила название Kaye Smith Studios. Позднее здесь стали записываться соул и R&B коллективы, которые продюсировал Том Белл, среди которых The Temptations, The Spinners, Дайон Уорвик, Джонни Мэтис. Элтон Джон записал в студии свой мини-альбом, а Стив Миллер — свои наиболее успешные пластинки Fly Like an Eagle и Book of Dreams.
В 1989 году продюсер Стив Лоусон выкупил помещения для записи и постпроизводства, переименовав в студию Lawson Productions. Помимо музыкальных альбомов студия стала использоваться для записи рекламных роликов.
В 1992 году сёстры Энн и Нэнси Уилсон из рок-группы Heart собирались построить студию в Сиэтле. Лоусон согласился стать партнёром музыкантов, и они стали совладельцами студии, переименованной в Bad Animals. В этот период в студии было записано несколько альбомов, ставших определяющими для сиэтлской музыкальной истории и гранжевой сцены. В Bad Animals были созданы альбомы Soundgarden Superunknown (1994), Nirvana In Utero (1993), «альбом с собакой на обложке» Alice in Chains (1995), R.E.M. Automatic for the People (1992), третий альбом Pearl Jam Vitalogy (1994). 
Через пять лет сёстры продали студию Чарли Нордстрому, который переименовал её в Studio X. В студии были записаны симфонические саундтреки к фильмам «Офисное пространство» (1999), "«В диких условиях» (2007) «Кэрол» (2015) и другим, а также к компьютерным играм Halo и Age of Empires. Помимо этого, здесь записывались Macklemore и Райан Льюис, Chance the Rapper, Death Cab for Cutie и Dave Matthews Band.
В октябре 2017 года здание на четвёртой авеню Сиэтла, в котором находилась студия, было куплено девелоперской компанией Skanska за 21,6 млн долларов. Компания приняла решение о строительстве жилого помещения на этом месте. Весь персонал, включая Рида Радди, который управлял студией с момента её возникновения, переехал из Беллтауна в новое здание на Капитолийском холме.